# Daimler Armoured Car
Der Daimler Armoured Car war ein britischer Panzerspähwagen, dessen Entwicklung kurz vor dem Zweiten Weltkrieg begann. Hersteller war die britische Daimler Motor Company. Als gepanzertes Aufklärungs-, Stabs- und Sicherungsfahrzeug blieb das Fahrzeug bei den britischen Streitkräften bis in die 1950er Jahre im Einsatz und wurde später an viele weitere dem Commonwealth angehörenden oder nahestehenden Staaten abgegeben. Im Jahr 2012 waren noch einzelne Fahrzeuge in Katar in Verwendung.

## Entwicklung

### Ausschreibung des War Office
Das britische War Office erstellte 1938 eine Ausschreibung für ein gepanzertes Aufklärungsfahrzeug, welches endgültig die älteren Panzerwagen aus der Zeit des Ersten Weltkriegs und den frühen 1920er Jahren ablösen sollte. Die hierfür von verschiedenen Herstellern entwickelten Fahrzeuge wurde vom Militär gemeinsam mit weiteren Entwürfen ausländischer Hersteller in der ersten Jahreshälfte 1938 einer größeren Erprobung unterzogen, um Erkenntnisse zu erhalten, welche Art von Panzerwagen die noch immer in den britischen Streitkräften eingesetzten alten Fahrzeuge ersetzen könnte. Drei britische Hersteller wurden vom Mechanisation Board explizit angesprochen sich an diesem Projekt zu beteiligen, Alvis, BSA Motorcycles und Morris.

### Birmingham Small Arms Entwicklungen
BSA ging mit zwei Konzeptlinien in die Ausschreibung. Die eine war ein niedriger leichter 2-Mann-Spähwagen ohne Turm mit einem einzelnen Maschinengewehr. Dieses Fahrzeug wurde, nachdem das War Office sich dafür entschieden hatte, als Daimler Scout Car (Daimler Dingo) gefertigt. Gleichzeitig wurde die Entwicklung eines Panzerwagens mit Gefechtsturm begonnen. Dieser erhielt das gleiche Layout wie der leichte Panzerwagen, wurde jedoch mit einem Panzerturm und einem stärkeren Motor versehen.
Das höhere Gewicht des Fahrzeugs gegenüber dem Scout Car führte letztlich in der Erprobung zu Problemen mit dem ursprünglich vorgesehenen Getriebe und obwohl die ersten Prototypen schon 1939 fertig waren, konnte das Fahrzeug erst ab Mitte 1941 ausgeliefert werden.

## Technische Beschreibung
Der BSA-Entwurf war fortschrittlich und gilt noch heute als einer der besten britischen Entwürfe während des Zweiten Weltkriegs. Mit einem 95-PS-Motor im Fahrzeugheck, einem Wilson Vorwahlgetriebe, einer hydraulischen Kupplung und einem H-Antriebsstrang mit Kardanwellen an jedem Rad, war es eine robuste Konstruktion. Nach den Erfahrungen mit der Allrad-Lenkung des Scout Car wurde auf diese angedachte Steuerung verzichtet und eine klassische Vorderachslenkung eingebaut.
Insbesondere das Planetengetriebe in den Radnaben der einzeln aufgehängten und gefederten Räder, ermöglichte eine sehr niedrige Übersetzung im untersten Gang, der das Fahrzeug in die Lage versetzte ungewöhnlich steile Steigungen zu befahren.

## Produktion
Wie auch beim Scout Car wurde innerhalb des BSA Konzerns, das Werk von Daimler Motor Company mit der Produktion beauftragt.
Ab Mitte 1941 bis zum Kriegsende baute der Konzern 2.694 Fahrzeuge in drei unterschiedlichen Grundtypen.

## Varianten
Innerhalb der Fertigungszeit wurden folgende offiziellen Ausführungen bekannt:
- Armoured Car Mk I
- Armoured Car Mk I CS – (Close Support) 76-mm-Hauptbewaffnung
- Armoured Car Mk II
- Armoured Car SOD – Befehlswagen ohne Turm als Führungsfahrzeug auf Regimentsebene

Auf dem europäischen Kriegsschauplatz erhielten einige Daimler Armoured Car eine Nachrüstung der 2-pdr-Kanone mit einem sogenannten Littlejohn Adapter. Hierdurch wurde die Waffe für den Einsatz des Adapters befähigt Unterkalibermunition mit sehr hoher Mündungsgeschwindigkeit zu verschießen. Hierdurch sollten die 2-pdr-Kanonen in die Lage versetzt werden, die stärkere Panzerung deutscher Kampfwagen zumindest noch seitlich oder am Heck zu durchschlagen.

## Nutzerstaaten
Die offizielle Nutzung des Fahrzeugs ist abgeschlossen. Es können noch Einzelfahrzeuge für Repräsentationszwecke im militärischen Fahrzeugbestand sein. Oder auch Fahrzeuge in den Nationalen Sammlungen der jeweiligen Streitkräfte. Die letzte Nutzung des Fahrzeugs war für 2012 in Katar nachgewiesen, aktuelle Informationen zu dieser Nutzung liegen nicht vor.
- Australien
- Belgien
- Indien
- Israel
- Kanada
- Katar
- Kuweit
- Malaysia
- Myanmar
- Neuseeland
- Polen
- Sri Lanka
- Vereinigtes Königreich

## Einsatz
Die Daimler Armoured Car wurden im Zweiten Weltkrieg häufig zusammen mit Daimler Scout Cars in gemischten Aufklärungstrupps eingesetzt. Hierbei begleiteten zwei Armoured Cars je zwei der „Dingos“. Die Fahrzeuge wurden hauptsächlich von britischen und Commonwealth Einheiten auf dem europäischen Kriegsschauplatz verwendet. Doch einige Exemplare wurden auch noch in Nordafrika und auf dem Kriegsschauplatz in Südostasien zum Einsatz gebracht. Die verlängerte Entwicklungszeit ermöglichte dabei auch mit dem schwereren Fahrzeug letztlich den Einsatz in besonders herausforderndem Terrain.

### Allgemeine Verwendung
Ohne den Anspruch auf Vollständigkeit in der Folge einige der Truppenteile, für die der Einsatz von Daimler Armoured Car bekannt ist:

#### Nordafrika
Im Wüstenkrieg in Nordafrika wurden die 11th Hussars und die Derbyshire Yeomanry mit Daimler Armoured Car ausgerüstet.

#### Asien
Die indische 16th Light Cavalry, war als Teil der British Indian Army bei der Fourteenth Army mit Daimler Armoured Car ausgerüstet und kam bei der Rückeroberung von Burma zum Einsatz.
Die indische 63rd Cavalry wurde ursprünglich mit einer Squadron von Humber Armoured Car aufgestellt. Die Squadron wurde später aus dem Verband herausgenommen und als eigenständiger Verband geführt. Eine neue Squadron für die 63rd Cavalry wurde bei Aufstellung mit Daimler Armoured Car ausgestattet. Innerhalb der indischen Armee war die Leibwache des Präsidenten zu Beginn der Sechziger Jahre mit beiden Fahrzeugtypen, Humber und Daimler Armoured Car, ausgerüstet. Als es im Konflikt mit China 1962 zur Verteidigung von Chushul kam, kämpfte diese Einheit in diesem Gebiet.

#### Großbritannien
Die Territorial Army der britischen Streitkräfte, die Reserve- bzw. Heimatschutz-Verbände, der Royal Army verwendeten Daimler Armoured Car bis weit in die 1960er Jahre, denn die Ausrüstung mit Coventry Armoured Car als Ersatz verzögerte sich in der Nachkriegszeit. In Nordirland standen die Panzerwagen zusammen mit Daimler Dingos bei der B Squadron, der 11th Hussars noch im Januar 1960 im Einsatz.

#### Ceylon
Das 1st Reconnaissance Regiment der Armee von Ceylon erhielt im Jahr 1959 zwölf Daimler Armoured Car. Während des Janatha-Vimukthi-Peramuna Aufstands im Jahr 1971 wurden die Fahrzeuge von diesem Regiment eingesetzt. Später, während des Bürgerkriegs auf Sri Lanka, kamen die Fahrzeuge mit dem Sri Lanka Armoured Corps bis in die späten 1990er Jahre zum Einsatz. Hierbei wurde nachweislich ein Fahrzeug in der Ersten Schlacht am Elephant Pass zerstört.

### Konflikte
- Zweiter Weltkrieg 1939–45
- Indisch-Pakistanischer Krieg 1947
- Arabisch-Israelischer Krieg 1948
- Koreakrieg 1950–1953
- Vietnamkrieg 1955–1975
- Chinesisch-Indischer Krieg 1962
- Janatha-Vimukthi-Peramuna Aufstand 1971
- Bürgerkrieg in Sri Lanka 1983–2009